# La Rivière sanglante
Pour plus de détails, voir Fiche technique et Distribution.
La Rivière sanglante (Drums Across the River) est un western américain réalisé par Nathan Juran, sorti en 1954.

## Synopsis
Gary Brannon et son père Sam possèdent une société de transport à Crown City (Colorado), une ville minière où les filons se font rares, sauf dans les montagnes de San Juan qui se trouvent sur le territoire des Indiens Utes, protégés par un traité de paix. Gary hait les Indiens, responsables de la mort de sa mère. Il va se laisser entraîner par Frank Walker, qui cherche secrètement à relancer la guerre avec les Indiens afin de faire annuler le traité et ainsi avoir accès aux filons inexploités. Mais, grâce à son père, il va réussir finalement à déjouer les plans de Walker.

## Fiche technique
- Titre original : Drums Across the River
- Titre français : La Rivière sanglante
- Réalisation : Nathan Juran
- Scénario : John K. Butler, Lawrence Roman
- Direction artistique : Bernard Herzbrun, Richard H. Riedel
- Décors : Russell A. Gausman, Julia Heron
- Costumes : Jay Morley Jr.
- Photographie : Harold Lipstein
- Musique : Henry Mancini, Herman Stein
- Son : Leslie I. Carey, Richard DeWeese
- Montage : Virgil Vogel
- Production : Melville Tucker
- Société de production : Universal-International Pictures
- Société de distribution : Universal Pictures
- Pays de production :  États-Unis
- Langue originale : anglais
- Format : couleur (Technicolor) — 35 mm — 2,00:1 — son Mono
- Genre : Western
- Durée : 78 minutes
- Dates de sortie : 
  - États-Unis : juin 1954
  - France : 1er juin 1956

## Distribution
- Audie Murphy (VF : Jacques Thebault : Gary Brannon
- Walter Brennan (VF : Georges Riquier : Sam Brannon
- Lyle Bettger (VF : Raymond Loyer : Frank Walker
- Lisa Gaye (en) (VF : Janine Freson : Jennie
- Hugh O'Brian : Morgan
- Mara Corday : Sue
- Jay Silverheels : Taos
- Emile Meyer : Nathan Marlowe
- Regis Toomey : Shérif Jim Beal